# Sarnia (struga)
Sarnia – struga na Wybrzeżu Trzebiatowskim, w woj. zachodniopomorskim, gminie Trzebiatów o długości według różnych źródeł od 13,4 do 14,68 km. 
Powierzchnia zlewni Sarniej wynosi 60,4 km². 
Struga bierze swe źródła w okolicach Lasu Trzebiatowskiego, płynie przez Bieczyńskie Bagna, następnie biegnie na zachód i południowy zachód. W pobliżu Trzebiatowa od lewego brzegu Sarniej uchodzi struga Sekwanka. Sarnia przepływa przez osiedle Białoboki w Trzebiatowie i uchodzi do rzeki Regi przy prawym brzegu.
W wyniku oceny stanu wód Sarniej w 2011 r. określono II klasę elementów biologicznych, I klasę elementów hydromorfologicznych, II klasę elementów fizykochemicznych oraz dobry potencjał ekologiczny.
Do 1945 r. poprzednią niemiecką nazwą cieku było Rehbach. W 1948 r. ustalono urzędowo polską nazwę Sarnia.

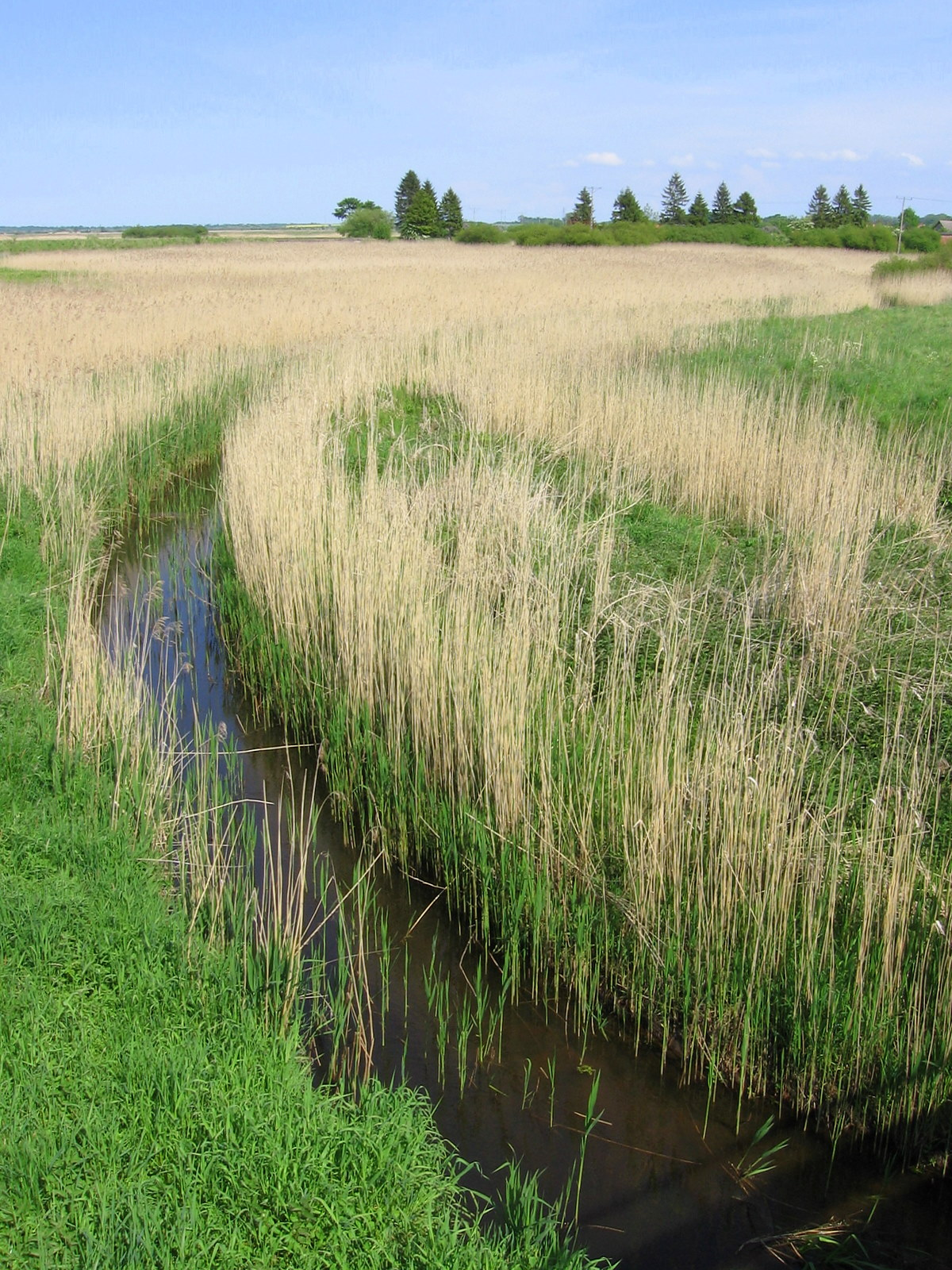
Sarnia z mostu na drodze nr 109